# Mirakel des Hauses Brandenburg

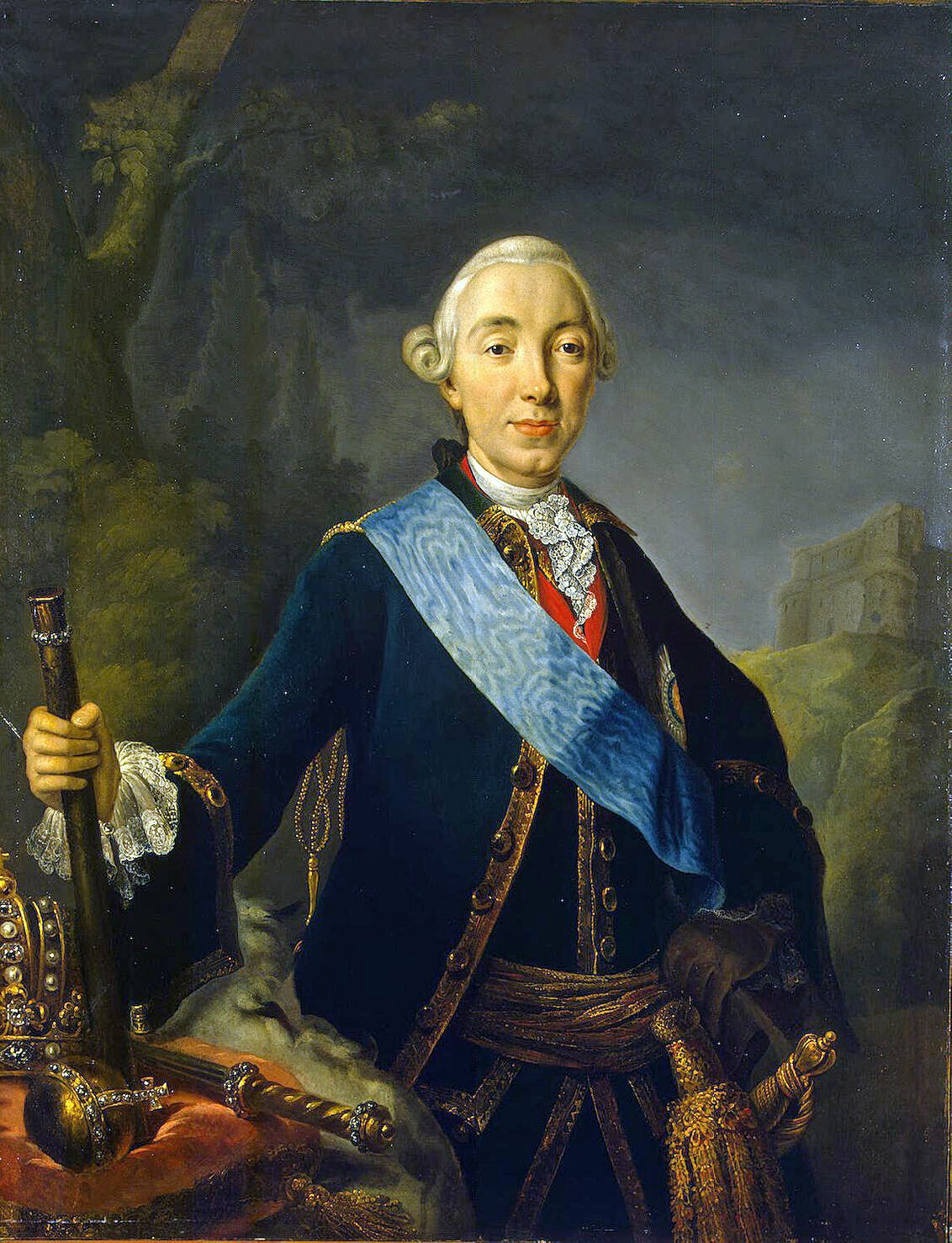
Zar Peter III. (Gemälde von Lucas Conrad Pfandzelt, 1761)

Als Mirakel des Hauses Brandenburg (auch Wunder des Hauses Brandenburg), frz. Miracle de la maison (de) Brandenbourg, bezeichnet man zumeist die Rettung Preußens im Siebenjährigen Krieg durch den Tod der russischen Kaiserin Elisabeth am 5. Januar 1762. Ihr Nachfolger Peter III. kündigte das Bündnis mit Österreich und schloss am 5. Mai 1762 mit dem preußischen König Friedrich II. den Friedens- und Bündnisvertrag von Sankt Petersburg. Peter wurde bereits am 17. Juli 1762 ermordet und seine Nachfolgerin Katharina II. löste das Bündnis auf, hielt den Frieden aber weiterhin ein.
Tatsächlich stammt der Begriff „Mirakel des Hauses Brandenburg“ jedoch aus einem Brief Friedrichs an seinen Bruder Heinrich vom 1. September 1759. Wenige Tage zuvor, am 12. August, war Friedrich von den verbündeten Russen und Österreichern in der Schlacht bei Kunersdorf vernichtend geschlagen worden. Friedrichs Gegner nutzten diesen Sieg jedoch nicht zu einem Vorstoß auf Berlin aus; mit der Einnahme der preußischen Hauptstadt wäre der Krieg zu diesem Zeitpunkt nach Friedrichs Ansicht verloren gewesen. Die Rettung vor der drohenden Niederlage meldete der erleichterte Friedrich seinem Bruder, indem er die seinerzeit von den Habsburgern als „Mirakel des Hauses Österreich“ gepflegten wunderbaren Errettungen durch allerlei Heilige persiflierend, sie als „Wunder des Hauses Brandenburg“ verkündigte:

„Ich verkündige Ihnen das Mirakel des Hauses Brandenburg. In der Zeit, da der Feind die Oder überschritten hatte und eine zweite Schlacht hätte wagen und den Krieg beendigen können, ist er von Müllrose nach Lieberose marschiert.“

## Einzelnachweis
1. ↑  Auf diesen Zusammenhang wies Reinhold Koser in: Geschichte Friedrichs des Großen. Vierte und fünfte vermehrte Auflage. Dritter Band, Cotta’sche Buchhandlung Nachfolger, Stuttgart/Berlin 1913. S. 38 hin; dort auch das Zitat, Nachweise im Vierten Band, S. 87.